# Исламов, Рамиль Раисович
Рамиль Раисович Исламов (род. 21 августа 1973, Ташкент) — узбекский и российский борец вольного стиля, призёр чемпионатов мира, чемпион Азии.

## Биография
Родился в 1973 году в Ташкенте. В 1995 году стал чемпионом Азии. В 1996 году принял участие в Олимпийских играх в Атланте, но там занял лишь 5-е место. В 1997 году стал серебряным призёром чемпионата мира. В 1998 году завоевал серебряную медаль Азиатских игр. В 1999 году стал серебряным призёром чемпионата Азии и бронзовым — чемпионата мира. В 2000 году стал чемпионом Азии, но на Олимпиаде в Сиднее занял лишь 17-е место, в связи с тем, что не смог восстановиться от травмы.
В 2003 году переехал в Россию и стал выступать за «ЦСКА» (Новосибирск), заняв в том же году 5-е место на чемпионате Европы.

## Награды и звания
- Медаль «Шухрат» (1996)[1]
- Заслуженный спортсмен Республики Узбекистан (2000)[2]